# Route 126 (Nouveau-Brunswick)
Pour les articles homonymes, voir Route 126.
La route 126 est une route secondaire du Nouveau-Brunswick située dans le sud-est de la province, reliant Moncton à Miramichi et longue de 127 km (79 mi). La route 126 est une alternative aux routes 15 et 11 entre Moncton et Miramichi.

## Description du tracé

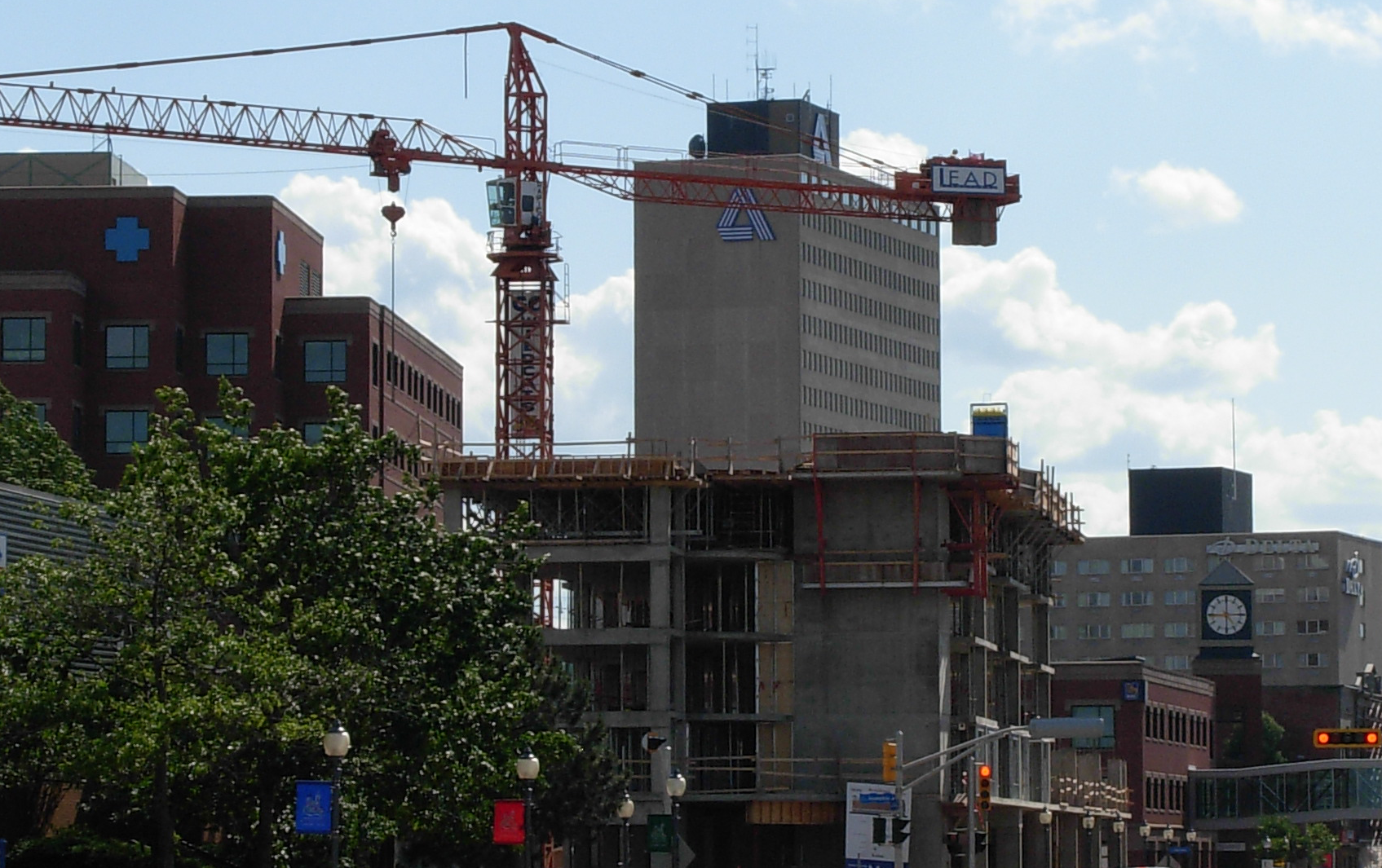
Le terminus sud de la route 126 à la jonction des rues Main et King, dans le centre-ville de Moncton.

La route 126 débute dans le centre-ville de Moncton, à la jonction de la route 106 (rue Main). Elle emprunte d'abord la rue King dans le centre-ville, puis elle continue sur la rue Mountain en se dirigeant vers le nord-ouest, en traversant toute la ville. Elle croise ensuite la route 15, la route de contournement de Moncton, puis, 4 km (2,5 mi) plus loin, la route 2. Elle passe ensuite tout près de la côte magnétique, puis à Lutes Mountain, elle bifurque vers le nord-ouest en croisant la route 128. À partir de Canaan, la route 126 est une route très droite, ne possédant presqu'aucune courbe pour ses prochains 70 km (43 mi). Sur ce trajet, elle longe la voie ferrée reliant Moncton à Bathurst.
La route 126 traverse ensuite Rogersville en étant la rue principale, puis elle continue sa route vers le nord-ouest jusqu'à la rivière Miramichi Sud-Ouest, rivière qu'elle suit pendant 4 km (2,5 mi) avant de croiser la route 8 à Miramichi, où elle se termine.

## Histoire
La route 126 fut numérotée ainsi en 1965 pour remplacer l'ancienne route 33 et pour convenir au nouveau système de numérotation des routes du Nouveau-Brunswick. À la suite de 1965, plusieurs sections de la route furent transférées au réseau local. En 1997, la route 126 fut réduite de quelques kilomètres, pour se terminer sur la nouvelle voie de contournement de Miramichi (route 117 et route 8). De plus, en 1998, une section de la route 126 près de Lutes Mountain fut retracée pour prendre une ancienne section de la route transcanadienne (ancienne route 2), puis en 2003, la section entre la route 15 et la route 106 (Chemin Mountain) traversant Moncton a été transférée à la ville de Moncton.

## Intersections majeures
| Comté                   | Ville          | km     | Destinations                                             | Notes                                     |
| ----------------------- | -------------- | ------ | -------------------------------------------------------- | ----------------------------------------- |
| Westmorland             | Moncton        | 0,00   | NB-106 (Rue Main)                                        |                                           |
| Westmorland             | Moncton        | 0,90   | NB-134 (Rue Botsford)                                    |                                           |
| Westmorland             | Moncton        | 3,50   | NB-128 ouest (Promenade Killam)                          | Terminus est de la NB-128                 |
| Westmorland             | Moncton        | 5,80   | NB-15 vers NB-2 / NB-114 – Riverview, Shédiac, Sackville | Sortie 5 de la NB-15                      |
| Westmorland             | Lutes Mountain | 10,30  | NB-2 – Sackville, Saint-Jean, Fredericton                | Sortie 450 de la NB-2                     |
| Westmorland             | Canaan         | 31,40  | NB-485 est – Saint-Paul                                  | Terminus ouest de la NB-485               |
| Kent                    | Hébert         | 34,70  | NB-515 est – Saint-Paul                                  | Terminus ouest de la NB-515               |
| Kent                    | Coal Branch    | 45,10  | NB-465 nord – Clairville                                 | Terminus sud de la NB-465                 |
| Kent                    | Harcourt       | 59,70  | NB-116 est – Rexton                                      | Terminus sud du multiplex avec la NB-116  |
| Kent                    | Mortimer       | 61,90  | NB-116 ouest – Chipman, Fredericton                      | Terminus nord du multiplex avec la NB-116 |
| Kent                    | Acadieville    | 87,00  | NB-480 est – Acadieville                                 | Terminus ouest de la NB-480               |
| Northumberland          | Rogersville    | 92,40  | NB-440 est – St. Margarets                               | Terminus ouest de la NB-440               |
| Northumberland          | Miramichi      | 123,10 | NB-118 ouest – Blackville                                | Terminus est de la NB-118                 |
| Northumberland          | Miramichi      | 126,80 | NB-8 / NB-117 / Rue Water – Fredericton, Bathurst        | Carrefour giratoire                       |
| - Terminus de multiplex |                |        |                                                          |                                           |